# ZNHIT2
ZNHIT2 (англ. Zinc finger HIT-type containing 2) – білок, який кодується однойменним геном, розташованим у людей на 11-й хромосомі. Довжина поліпептидного ланцюга білка становить 403 амінокислот, а молекулярна маса — 42 884.
| 10         |  | 20         |  | 30         |  | 40         |  | 50         |
| ---------- |  | ---------- |  | ---------- |  | ---------- |  | ---------- |
| MEPAGPCGFC |  | PAGEVQPARY |  | TCPRCNAPYC |  | SLRCYRTHGT |  | CAENFYRDQV |
| LGELRGCSAP |  | PSRLASALRR |  | LRQQRETEDE |  | PGEAGLSSGP |  | APGGLSGLWE |
| RLAPGEKAAF |  | ERLLSRGEAG |  | RLLPPWRPWW |  | WNRGAGPQLL |  | EELDNAPGSD |
| AAELELAPAR |  | TPPDSVKDAS |  | AAEPAAAERV |  | LGDVPGACTP |  | VVPTRIPAIV |
| SLSRGPVSPL |  | VRFQLPNVLF |  | AYAHTLALYH |  | GGDDALLSDF |  | CATLLGVSGA |
| LGAQQVFASA |  | EEALQAAAHV |  | LEAGEHPPGP |  | LGTRGAMHEV |  | ARILLGEGPT |
| NQKGYTLAAL |  | GDLAQTLGRA |  | RKQAVAREER |  | DHLYRARKKC |  | QFLLAWTNEN |
| EAALTPLALD |  | CARAHQAHAV |  | VAEEVAALTG |  | ELERLWGGPV |  | PPAPRTLIEE |
| LPS        |  |            |  |            |  |            |  |            |

A: Аланін

C: Цистеїн

D: Аспарагінова кислота

E: Глутамінова кислота

F: Фенілаланін

G: Гліцин

H: Гістидин

I: Ізолейцин

K: Лізин

L: Лейцин

M: Метіонін

N: Аспарагін

P: Пролін

Q: Глутамін

R: Аргінін

S: Серин

T: Треонін

V: Валін

W: Триптофан

Кодований геном білок за функцією належить до фосфопротеїнів. 
Задіяний у такому біологічному процесі, як ацетилювання. 
Білок має сайт для зв'язування з іонами металів, іоном цинку. 